# Phebellia tranquilla
Phebellia tranquilla är en tvåvingeart som först beskrevs av Robineau-desvoidy 1863.  Phebellia tranquilla ingår i släktet Phebellia och familjen parasitflugor.
Artens utbredningsområde är Frankrike. Inga underarter finns listade i Catalogue of Life.